# Lista över sommarvärdar under 2000-talet
Detta är en kronologisk lista över personer som varit värdar för radioprogrammet Sommar under 2000-talet.
För andra decennier se:
<<
1950-talet |
1960-talet |
1970-talet |
1980-talet |
1990-talet | 
2000-talet | 
2010-talet |
2020-talet 
>>

## 2000-2004
|            | År                                                                                     | År                                                                                    | År                                                         | År                                                             | År                                                               |
| Datum      | 2000                                                                                   | 2001                                                                                  | 2002                                                       | 2003                                                           | 2004                                                             |
| ---------- | -------------------------------------------------------------------------------------- | ------------------------------------------------------------------------------------- | ---------------------------------------------------------- | -------------------------------------------------------------- | ---------------------------------------------------------------- |
| 13 juni    |                                                                                        |                                                                                       |                                                            |                                                                | Hanne-Vibeke Holst, dansk författare, FN:s goodwillambassadör.   |
| 14 juni    |                                                                                        |                                                                                       |                                                            |                                                                | Edda Manga, idéhistoriker.                                       |
| 15 juni    |                                                                                        |                                                                                       |                                                            | Vilgot Sjöman, filmregissör, författare.                       | Dorotea Bromberg, bokförläggare.                                 |
| 16 juni    |                                                                                        |                                                                                       | Lena Andersson, skribent.                                  | Johanna Almer, studentpräst.                                   | Nils Petter Sundgren, filmkritiker.                              |
| 17 juni    | Patrik Isaksson, sångare, låtskrivare, gitarrist och pianist.                          | Jasenko Selimović, konstnärlig ledare vid Göteborgs stadsteater.                      | Maria Lundqvist, skådespelare och artist.                  | Yngve Bergqvist, chef Ishotellet i Jukkasjärvi.                | Karin Dreijer, låtskrivare, sångare.                             |
| 18 juni    | Mats Sundin, ishockeyspelare.                                                          | Nina Björk, författare.                                                               | Thomas Hylland Eriksen, professor i antropologi.           | Christian Azar, professor i fysisk resursteori.                | Nuri Kino, journalist, dokumentärfilmare.                        |
| 19 juni    | Pernilla Glaser, författare, manusförfattare och dramapedagog.                         | Peter Englund, historiker och författare.                                             | Johanna Strömberg, författare.                             | Agneta Klingspor, författare.                                  | Inger Frimansson, författare.                                    |
| 20 juni    | Kurdo Baksi, samhällsdebattör och skriftställare.                                      | Kajsa Ingemarsson, författare och underhållare.                                       | Kjell Swanberg, kåsör.                                     | Lars Krantz, trädgårdsmästare.                                 | Jens Stoltenberg, partiledare, före detta statsminister i Norge. |
| 21 juni    | Magdalena Ribbing, författare, journalist, folkvettsexpert och föreläsare.             | Thomas Nordahl, före detta fotbollsspelare.                                           | Tina Nordström, tv-kock.                                   | Magdalena Johannesson, skådespelare, komiker.                  | Anne Lundberg, journalist, programledare Antikrundan.            |
| 22 juni    | Mattias Göransson, journalist och publicist.                                           | Michael B. Tretow, ljudtekniker, kompositör, musiker och artist.                      | Kalle Moraeus, spelman.                                    | Lasse Berg, världsresenär bosatt i Rwanda.                     | John Pohlman, meteorolog.                                        |
| 23 juni    | Kristin Kaspersen, programledare.                                                      | Alice Bah Kuhnke, programledare.                                                      | Bo Strömstedt, tidningsman.                                | Esbjörn Svensson, jazzmusiker.                                 | Johanna Thydell, författare.                                     |
| 24 juni    | Sven-Göran Eriksson, fotbollstränare.                                                  | Raymond Paredes-Ahlgren, författare.                                                  | Lena Philipsson, artist.                                   | Ilon Wikland, barnboksillustratör, konstnär.                   | Andrea Chalupa, journalist.                                      |
| 25 juni    | Sara Lidman, författare.                                                               | Margot Wallström, EU:s miljökommissionär.                                             | Stefan Einhorn, professor, överläkare och författare.      | Stephan Rössner, fetmaforskare, professor.                     | Lasse Berghagen, artist, kompositör.                             |
| 26 juni    | Ingrid Elam, kulturjournalist och litteraturvetare.                                    | Emma Hamberg, författare, illustratör och programledare.                              | Petra Ulmanen, feministjournalist.                         | Paula McManus, improvisatör, skådespelare.                     | Fredrik Sjöberg, biolog, kulturskribent.                         |
| 27 juni    | Tomas Andersson Wij, sångare och låtskrivare.                                          | Mirja Unge, författare.                                                               | Åke Edwardson, deckarförfattare.                           | Robert Wells, pianist, scenartist.                             | Kjell Eriksson, radioman, komiker.                               |
| 28 juni    | Susanna Popova, journalist.                                                            | Ola Håkansson, låtskrivare, sångare och musikproducent.                               | Özz Nûjen, stå-uppkomiker och manusförfattare.             | Susanne Bier, dansk filmregissör.                              | Ebba Lindsö, vd Svenskt Näringsliv.                              |
| 29 juni    | Mats Lundegård, journalist.                                                            | Anneli Kråik, journalist.                                                             | Annalisa Ericson, skådespelare.                            | Anna Maria Corazza Bildt, matentreprenör.                      | Frida Östberg, fotbollsspelare i damlandslaget.                  |
| 30 juni    | Ana L. Valdés, författare.                                                             | Marcus Storch, industriman.                                                           | Kenny Bräck, racerförare.                                  | Tuttika Sen, utställningsproducent.                            | Fredrik Reinfeldt, partiledare Moderaterna.                      |
| Datum      | 2000                                                                                   | 2001                                                                                  | 2002                                                       | 2003                                                           | 2004                                                             |
| 1 juli     | Per Olov Enquist, författare.                                                          | Tina Ahlin, kompositör, pianist, sångerska och munspelare.                            | Salvatore Grimaldi, vd för cykelimperium.                  | Dick Harrison, professor i historia.                           | Tomas Sjödin, predikant, författare.                             |
| 2 juli     | Bo Ekman, grundare och styrelseordförande i Tällberg Foundation.                       | Rolf Sandberg, polis.                                                                 | Sara Kadefors, författare.                                 | Mustafa Can, journalist.                                       | Katarina Ewerlöf, skådespelare.                                  |
| 3 juli     | Jane Magnusson, filmrecensent.                                                         | Cilla Naumann, författare och journalist.                                             | Göran Everdahl, filmrecensent.                             | Yrsa Stenius, författare, krönikör.                            | Felix Herngren, skådespelare, filmregissör.                      |
| 4 juli     | Claes Borgström, jämställdhetsombudsman.                                               | Olle Leino, journalist och författare.                                                | Gufran Al-Nadaf, redaktör på UD.                           | Gert Wingårdh, arkitekt.                                       | Brian Palmer, Harvardprofessor, antropolog.                      |
| 5 juli     | Caroline af Ugglas, artist.                                                            | Marie Hermanson, författare, reporter och frilansjournalist.                          | Lars Schmidt, teaterdirektör.                              | Hans Rosenfeldt, nöjeschef SVT.                                | Elin Ek, programledare (”Grynet”).                               |
| 6 juli     | Petter Askergren, hiphopartist.                                                        | Michael Nyqvist, skådespelare.                                                        | Pia Johansson, skådespelare.                               | Meg Westergren, skådespelare.                                  | Fatima Nur, landstingspolitiker.                                 |
| 7 juli     | Lars Winnerbäck, artist.                                                               | Nina Persson, artist.                                                                 | Lars Nittve, chef Moderna museet.                          | Lotta Engberg, dansbands, pop- och vissångerska.               | Alexandra Charles, PR-konsult.                                   |
| 8 juli     | Sven-Bertil Taube, sångare och skådespelare.                                           | Leif Pagrotsky, handelsminister.                                                      | Viveca Ax:son Johnson, vice ordförande i Nordstjernan AB.  | Lars Ardelius, författare.                                     | Mats Wilander, tennisspelare.                                    |
| 9 juli     | Lena Andersson, författare.                                                            | America Vera-Zavala, politiker (vänsterpartist), författare och debattör.             | Carl-Gustaf Petersén, auktionsdirektör och vd Bukowskis.   | Åsne Seierstad, norsk utrikeskorrespondent.                    | Frida Blom, ordförande Svenska Freds.                            |
| 10 juli    | Anders Sandström, sjöman och konstnär.                                                 | Bengt Gustafsson, professor i teoretisk astrofysik.                                   | Melinda Wrede, hiphop-artist.                              | Hans Henrik Brummer, chef Waldemarsudde.                       | Fredrik Lindström, författare, regissör, språkforskare.          |
| 11 juli    | Gunilla Granath, journalist och författare.                                            | Lina Ekdahl, estradpoet.                                                              | Alexander Bard, författare och musikproducent.             | Birgitta Egerbladh, koreograf.                                 | Thomas Bodström, justitieminister.                               |
| 12 juli    | Michael Ekeblad, Creative Director på Razorfish.                                       | Robert Weil, finansman.                                                               | Kristina Svensson, ambassadör Zimbabwe.                    | Daniel Boyacioglu, estradpoet.                                 | Hanne-Vibeke Holst, dansk författare, FN:s goodwillamb.          |
| 13 juli    | Annika Åhnberg, jordbruksminister.                                                     | Barbro Svensson, artist.                                                              | Peter Dalle, skådespelare och regissör.                    | Birgit Nilsson, operasångerska.                                | Mats Qviberg, styrelseproffs.                                    |
| 14 juli    | Måns Gahrton, författare.                                                              | Catharina Grünbaum, språkvårdare Dagens nyheter.                                      | Bodil Malmsten, författare.                                | Albert Bonnier, bokförläggare.                                 | Bosse Andersson, bildoktor.                                      |
| 15 juli    | Åse Kleveland, vd Svenska filminstitutet.                                              | Anders Piltz, romersk-katolsk präst.                                                  | Dan Laurin, världsflöjtist.                                | Carolina Frände, konstnärlig ledare Unga Riks.                 | Elise Einarsdotter, pianist, kompositör.                         |
| 16 juli    | Asrin Mohamadi, skribent.                                                              | Bárbara Dührkop Dührkop, spansk politiker.                                            | Karin Berglund, trädgårdsskribent.                         | Ola Salo, sångare.                                             | Bengt Feldreich, radio- och tvjournalist.                        |
| 17 juli    | Kjell Stjernholm, regissör, utbildare och konstnärlig ledare för Moomsteatern i Malmö. | Kjell Westö, finlandssvensk författare.                                               | Ronny Eriksson, stå-uppkomiker och grubblare.              | Nalin Pekgul, ordförande i Socialdemokratiska kvinnoförbundet. | Mikael Persbrandt, skådespelare.                                 |
| 18 juli    | Jan Stenberg, vd för SAS.                                                              | Meja Beckman, artist.                                                                 | Ingela Josefson, professor i arbetslivskunskap.            | Cecilia Hagen, journalist, krönikör.                           | Ingmar Bergman, film- och teaterregissör.                        |
| 19 juli    | David Lega, handikappidrottare.                                                        | Bengt Johansson, handbollstränare.                                                    | Claes af Geijerstam, radioman.                             | Claes Malmberg, ståuppkomiker, skådespelare.                   | Tina Thörner, kartläsare, föredragshållare.                      |
| 20 juli    | Beate Grimsrud, författare, dramatiker och regissör.                                   | Joakim Pirinen, serietecknare.                                                        | Brita af Geijerstam, danspedagog och översättare.          | Giorgos Papandreou, Greklands utrikesminister.                 | Jonas Åkerlund, filmregissör.                                    |
| 21 juli    | Daniel Birnbaum, konstskribent.                                                        | Elsie Johansson, författare.                                                          | Carl-Einar Häckner, trollkarl.                             | Per Edström, konstnär.                                         | Gabriella Ahlström, journalist.                                  |
| 22 juli    | Malena Ernman, operasångare.                                                           | Sven Wollter, skådespelare.                                                           | Lars O Grönstedt, vd Handelsbanken.                        | Anita Björk, skådespelare.                                     | Farnaz Arbabi, teaterregissör                                    |
| 23 juli    | Suzanne Osten, dramatiker och regissör.                                                | Richard Holmgren, arkeolog.                                                           | Rebecka Törnqvist, sångare.                                | Ingela Pling Forsman, textförfattare.                          | Regina Lund, skådespelare, låtskrivare, poet.                    |
| 24 juli    | Kajsa Ellegård, professor vid Tema teknik och social förändring.                       | Tomas Boström, pastor i Metodistkyrkan, författare, tonsättare, sångare och konstnär. | Marina Schiptjenko, gallerist.                             | Per Wästberg, författare.                                      | Louise Hoffsten, artist, låtskrivare.                            |
| 25 juli    | Iman Shakarchi, ordförande Brandofferanhörigas förening.                               | Camilla Lundberg, musikkritiker och folkbildare.                                      | Johanne Hildebrandt, journalist och författare.            | Sigrid Kahle, islamolog.                                       | Kjell Sundvall, filmregissör.                                    |
| 26 juli    | Sissela Kyle, skådespelare.                                                            | Magnus Linton, författare och debattör.                                               | Carl-Johan Vallgren, författare och musiker.               | Kerstin Thorvall, författare, tecknare.                        | Leif GW Persson, kriminolog, professor i brottsforskning.        |
| 27 juli    | Henrik Wallgren, svensk musiker.                                                       | Linna Johansson, journalist och feministisk debattör.                                 | Calle Norlén, tidningskåsör och showförfattare.            | Barbara Hendricks, operasångerska.                             | Helge Skoog, skådespelare.                                       |
| 28 juli    | Magne Raundalen, norsk barnpsykolog.                                                   | Mikael Niemi, författare.                                                             | Magnus Olsson, havskappseglare.                            | Bob Hansson, poet, skivartist.                                 | Anna Vnuk, dansare, koreograf.                                   |
| 29 juli    | Olle Häger, dokumentärfilmare och tv-producent.                                        | Liv Ullmann, norsk skådespelare och filmregissör.                                     | Dominika Peczynski, vd PR-byrån Mafioso och programledare. | Cay Bond, trendanalytiker.                                     | Brolle Jr, sångare, artist.                                      |
| 30 juli    | Monica Mengarelli, dansare i Cullbergbaletten.                                         | Josef Fares, skådespelare, filmregissör och manusförfattare.                          | Georg Klein, cancerforskare och professor.                 | Mats Olsson, sportkrönikör.                                    | Lisa Nilsson, artist, låtskrivare.                               |
| 31 juli    | Isa Stenberg, finlandssvensk teaterproducent.                                          | Eva Moberg, författare, dramatiker och debattör.                                      | Eva Bergman, teaterregissör.                               | Edna Eriksson, kommunikatör, journalist.                       | Johan Wester, underhållare.                                      |
| Datum      | 2000                                                                                   | 2001                                                                                  | 2002                                                       | 2003                                                           | 2004                                                             |
| 1 augusti  | Chris Torch, producent och konstnärlig ledare av Intercult.                            | Catti Brandelius, artist och konstnär.                                                | Ale Möller, musikant och kompositör.                       | Leif Hjärre, egyptenkännare, företagare.                       | Jan Malmsjö, skådespelare.                                       |
| 2 augusti  | Lasse Berg, författare, journalist och dokumentärfilmare.                              | Mauricio Rojas, politiker (folkpartist) och docent i ekonomisk historia.              | Björn Hellberg, tennisorakel och författare.               | Rachel Mohlin, skådespelare, imitatör.                         | Jonas Hassen Khemiri, författare.                                |
| 3 augusti  | Maria Blom, regissör, dramatiker och manusförfattare.                                  | Carola Magnusson, skolköksföreståndare och kokboksförfattare.                         | Cecilia Frode, skådespelare.                               | Stefan Holm, höjdhoppare.                                      | Elisabeth Rynell, författare.                                    |
| 4 augusti  | Jan Myrdal, skriftställare, skribent och debattör.                                     | Dialy Mory Diabaté, ordförande för Malmö Boxningsklubb och fritidsledare.             | Reza Parsa, filmregissör.                                  | Johanna Billing, konstnär.                                     | Carl Jan Granqvist, krögare, matprofil.                          |
| 5 augusti  | Mikael Wiehe, musiker, sångare, textförfattare och kompositör.                         | Håkan Nesser, författare.                                                             | Maria Küchen, författare.                                  | Anna Jörgensdotter, författare, redaktör.                      | Lisa Förare Winbladh, matskribent, karavanförare.                |
| 6 augusti  | Patricia Tudor-Sandahl, psykolog, universitetslektor och författare.                   | Tilde Björfors, artist, cirkusdirektör och professor i nycirkus vid Danshögskolan.    | Ingemar Gens, beteendevetare.                              | Hans Blix, före detta chef FN:s vapeninspektörer.              | Magnus Wernstedt, ambassadör i Kongo-Kinshasa.                   |
| 7 augusti  | Peter Esaiasson, professor i statsvetenskap.                                           | Alf Svensson, partiledare Kristdemokratiska samhällspartiet.                          | Joanna Rubin-Dranger, illustratör och författare.          | Cissi Elwin, chefredaktör Ica-kuriren.                         | Kristina Lugn, dramatiker, författare.                           |
| 8 augusti  | Karin Pilsäter, riksdagsledamot folkpartiet.                                           | Kristina Axén Olin, socialborgarråd Stockholm.                                        | Annika Borg, präst.                                        | Tore Forsberg, före detta kontraspion.                         | Lars Ulvenstam, fil.dr., Sommarankare.                           |
| 9 augusti  | Andreas Carlgren, Integrationsverkets generaldirektör.                                 | Ernst Billgren, konstnär.                                                             | Bengt Ahlfors, regissör och författare.                    | Tiina Rosenberg, docent teater- o genusvetenskap.              |                                                                  |
| 10 augusti | Kenneth Kvarnström, finlandssvensk koreograf och dansare.                              | Emma Sjöberg, fotomodell.                                                             | Camilla Thulin, designer.                                  | Lars Ulvenstam, fil.dr., Sommarankare.                         |                                                                  |
| 11 augusti | Anna-Karin Elde, illustratör, kåsör och författare.                                    | Thomas Öberg, sångare.                                                                | Lars Ulvenstam, fil.dr., Sommarankare.                     |                                                                |                                                                  |
| 12 augusti | Bettina Aller, äventyrare och företagsledare.                                          | Lars Ulvenstam, fil.dr., Sommarankare.                                                |                                                            |                                                                |                                                                  |
| 13 augusti | Lars Ulvenstam, fil.dr., Sommarankare.                                                 |                                                                                       |                                                            |                                                                |                                                                  |
| 14 augusti | Ella Lemhagen, regissör.                                                               |                                                                                       |                                                            |                                                                |                                                                  |
| 15 augusti | Vera Rolander, politiker.                                                              |                                                                                       |                                                            |                                                                |                                                                  |
| 16 augusti | Tuomo Haapala, basist.                                                                 |                                                                                       |                                                            |                                                                |                                                                  |
| 17 augusti | Ola Skinnarmo, äventyrare.                                                             |                                                                                       |                                                            |                                                                |                                                                  |
| 18 augusti | Nina Muhonen, funktionshindrad och författare.                                         |                                                                                       |                                                            |                                                                |                                                                  |
| 19 augusti | Herbert Blomstedt, dirigent.                                                           |                                                                                       |                                                            |                                                                |                                                                  |
| 20 augusti | Philip Zandén, skådespelare och regissör.                                              |                                                                                       |                                                            |                                                                |                                                                  |

## 2005-2009
|            | År                                                                 | År                                                                                    | År                                                                       | År                                                                  | År                                                                      |
| Datum      | 2005                                                               | 2006                                                                                  | 2007                                                                     | 2008                                                                | 2009                                                                    |
| ---------- | ------------------------------------------------------------------ | ------------------------------------------------------------------------------------- | ------------------------------------------------------------------------ | ------------------------------------------------------------------- | ----------------------------------------------------------------------- |
| 18 juni    |                                                                    | Prinsessan Märtha Louise, norsk prinsessa.                                            |                                                                          |                                                                     |                                                                         |
| 19 juni    | Lars Norén, dramatiker, regissör.                                  | Niklas Wikegård, ishockeytränare och expertkommentator.                               |                                                                          |                                                                     |                                                                         |
| 20 juni    | Marit Bergman, popmusiker, låtskrivare.                            | Mohammad Fazlhashemi, idéhistoriker.                                                  |                                                                          |                                                                     | Ingvar Kamprad, entreprenör och Ikeas grundare.                         |
| 21 juni    | Jan Berglin, satir- och skämttecknare.                             | Nina Yunkers, författare.                                                             |                                                                          | Fredrik Lindström, programledare och författare.                    | Tomas Ledin, sångare, låtskrivare, artist och skivproducent.            |
| 22 juni    | Åsa Hagelstedt, kommunikationschef IOGT-NTO.                       | Göran Malmqvist, språkforskare och ledamot av Svenska akademien.                      |                                                                          | Lena Andersson, författare.                                         | Hanna Hellquist, krönikör och författare.                               |
| 23 juni    | Bakhtiar Amin, före detta minister mänskliga rättigheter Irak.     | Nisti Stêrk, skådespelare och ståupp-komiker.                                         | Ulf Lundell, musiker, författare och konstnär.                           | Max Tegmark, professor i astrofysik.                                | Helena von Zweigbergk, författare och kulturjournalist.                 |
| 24 juni    | Babben Larsson, artist.                                            | Rikard Wolff, skådespelare och sångare.                                               | Mark Levengood, programledare och skriftställare.                        | Lennart Johansson, före detta UEFA-president.                       | Alexander Stubb, Finlands utrikesminister.                              |
| 25 juni    | Christer Lindarw, artist, designer.                                | Åke Ortmark, redaktör, författare och programledare.                                  | Anna-Karin Gauding, biståndsarbetare i Sydamerika.                       | Fredrik Härén, författare och föreläsare.                           | Malin Åkerman, skådespelare.                                            |
| 26 juni    | Majda Raad, prinsessa i Jordanien.                                 | Malin Alfvén, författare och psykolog.                                                | Alessandro Catenacci, vd Nobiskoncernen.                                 | Maj-Briht Bergström-Walan, sexualforskare och psykolog.             | Kjell Lönnå, körledare och producent.                                   |
| 27 juni    | Yannick Tregaro, friidrottstränare.                                | Annika Ström Melin, journalist och författare.                                        | Helle Klein, politisk chefredaktör och präststuderande.                  | Björn Ranelid, författare.                                          | Linda Olsson, jurist och författare bosatt i Nya Zeeland.               |
| 28 juni    | Ingrid Luterkort, skådespelare, regissör.                          | Tomas Sjödin, författare och pastor.                                                  | Göran Lambertz, justitiekansler.                                         | Lars Winnerbäck, artist och låtskrivare.                            | Eric Bibb, singer-songwriter och bluesartist.                           |
| 29 juni    | Anders Wendin, musiker, Moneybrother.                              | Maria Johansson, skådespelare.                                                        | Jessika Gedin, skribent och spanare i P1.                                | Margot Wallström, EU-kommissionens 1:e vice ordförande.             | Hans Alfredson, författare och regissör.                                |
| 30 juni    | Bengt Ohlsson, författare.                                         | Björn Olsen, professor i infektionssjukdomar.                                         | Barbro Dahlbom-Hall, ledarskapskonsult och föreläsare.                   | Elisabeth Massi Fritz, advokat.                                     | Sofia Jannok, sångerska.                                                |
| Datum      | 2005                                                               | 2006                                                                                  | 2007                                                                     | 2008                                                                | 2009                                                                    |
| 1 juli     | Ingela Olsson, skådespelare.                                       | Alexandra Rapaport, skådespelare.                                                     | Thore Skogman, sångare, kompositör och textförfattare.                   | Amelia Adamo, tidningsmakare.                                       | Erika Bjerström, journalist och Europakorrespondent.                    |
| 2 juli     | Claes Elfsberg, journalist, tv-ombudsman.                          | John Ajvide Lindqvist, författare och ståupp-komiker.                                 | Zinat Pirzadeh, ståuppkomiker och skådespelare.                          | Peter Wallenberg, styrelseordförande.                               | Joe Labero, magiker.                                                    |
| 3 juli     | Tina Ahlin, artist, musiker.                                       | Johan Rheborg, komiker, skådespelare och manusförfattare.                             | Lina Sjöberg, teolog, författare och kulturskribent.                     | Jana Söderberg, samtalsterapeut och kommunikationstränare.          | Cecilia Frode, skådespelare.                                            |
| 4 juli     | Henrik Teleman, chef Virserums konsthall.                          | Greger Hagelin, vd för We.                                                            | Filip Hammar och Fredrik Wikingsson, programledare och journalist.       | Fredrik Skavlan, norsk journalist, tecknare och programledare.      | Lena Philipsson, artist.                                                |
| 5 juli     | Michael Azar, doktor i idéhistoria, författare.                    | Pernilla Stalfelt, författare och museipedagog.                                       | Jan Egeland, FN-diplomat.                                                | Jonas Wahlström, djurexpert, chef Skansenakvariet.                  | Herman Lindqvist, författare.                                           |
| 6 juli     | Emina Merdzanic, statsvetare.                                      | Christer Ericsson, entreprenör, industriman och sjökapten.                            | Plura Jonsson, artist, muskier och bloggare.                             | Peter LeMarc, sångskrivare och artist.                              | Jonas Gahr Støre, Norges utrikesminister                                |
| 7 juli     | Kay Pollak, regissör, författare. (Avbruten av bombdåden i London) | Zanyar Adami, journalist.                                                             | Anja Pärson, alpin skidåkare.                                            | Olle Carlsson, präst.                                               | Nour El Refai, skådespelare och komiker.                                |
| 8 juli     | Anna Lilljequist, småbrukare, berättare.                           | Klas Östergren, författare.                                                           | Michael Treschow, företagsledare och industriman.                        | Kajsa Bergqvist, världsmästare i höjdhopp.                          | Roger Wallis, professor KTH och kompositör.                             |
| 9 juli     | Lena Andersson, författare, skribent.                              | Maria Möller, imitatör, sångare och komiker.                                          | Lars-Åke Wilhelmsson, klädskapare och artist.                            | Michael Segerström, skådespelare.                                   | Malin Baryard-Johnsson, hästryttare.                                    |
| 10 juli    | Lars Bergquist, diplomat, författare.                              | Jackie Jakubowski, författare.                                                        | Åsa Linderborg, historiker, kulturskribent och författare.               | Isabella Lövin, miljö- och kulturjournalist och författare.         | Christian Lindberg, trombonist, dirigent och tonsättare.                |
| 11 juli    | Maria Blom, manusförfattare, regissör.                             | Mikael Engström, författare.                                                          | Sture Linnér, diplomat, professor och författare.                        | Leif Silbersky, advokat.                                            | Jonas Björkman, tennisproffs.                                           |
| 12 juli    | Maud Olofsson, partiledare centerpartiet.                          | Vesna Stanisic, regissör och producent.                                               | Lena Nevander Friström, legitimerad psykoterapeut och föreläsare.        | Tina Nordström, kock.                                               | Prinsessan Birgitta, prinsessa och gymnastikdirektör.                   |
| 13 juli    | Jonas Karlsson, skådespelare.                                      | Agneta Ekmanner, skådespelare.                                                        | Gustav Fridolin, journalist och före detta riksdagsledamot Miljöpartiet. | Björn Ulvaeus, kompositör och textförfattare.                       | Sara Paborn, copywriter och debuterande författare.                     |
| 14 juli    | Richard Juhlin, champagneexpert.                                   | Pär Holmgren, meteorolog.                                                             | Michael Nyqvist, skådespelare.                                           | Åsa Nilsonne, psykiatriker, professor och författare.               | Katerina Janouch, sexrådgivare och författare.                          |
| 15 juli    | Ylva Eggehorn, författare.                                         | Erika Sunnegårdh, operasångerska.                                                     | Margareta Strömstedt, författare och journalist.                         | Antonia Ax:son Johnson, familjeföretagare och entreprenör.          | Håkan Nilsson, lyssnarnas sommarvärd, musiker.                          |
| 16 juli    | Pehr G Gyllenhammar, styrelseordförande Kinnevik och Reuters.      | Mikael Persbrandt, skådespelare.                                                      | Peter Martinsson, administratör, lyssnarnas sommarvärd.                  | Yrsa Walldén, studerande, lyssnarnas sommarvärd.                    | Ann Heberlein, teologie doktor i etik.                                  |
| 17 juli    | Anita Ekberg, skådespelare.                                        | Malin Berghagen, skådespelare och programledere.                                      | Camilla Läckberg, deckarförfattare.                                      | Mattias Klum, fotograf och filmare.                                 | Elizabeth Gummesson, föreläsare och coach.                              |
| 18 juli    | Göran Palm, författare, poet, debattör.                            | Christopher O'Regan, författare.                                                      | Göran Zachrisson, golfexpert och tv-kommentator.                         | Hasse Wallman, grundare och vd Wallmans nöjen.                      | Kristian Luuk, programledare och komiker.                               |
| 19 juli    | Tor Bomann-Larsen, författare.                                     | Louise Bjurwill, advokat.                                                             | Rigmor Gustafsson, jazzsångerska.                                        | Dolph Lundgren, skådespelare och regissör.                          | Per Olov Enquist, författare.                                           |
| 20 juli    | Peter Eriksson, språkrör miljöpartiet.                             | René Vázquez Diaz, författare.                                                        | Gunilla von Platen, entreprenör och vd för Xzakt.                        | Robyn Carlsson, sångerska och låtskrivare.                          | Madeleine Westin, tv-meteorolog och författare.                         |
| 21 juli    | Anna Jansson, författare, sjuksköterska.                           | Alice Timander, tandläkare och premiärlejon.                                          | Peter Settman, programledare och producent.                              | Nils Simonson, kirurg och föreläsare.                               | Johan Lindeberg, modedesigner.                                          |
| 22 juli    | Barbro Hedvall, ledarskribent.                                     | Andreas Johnson, sångare.                                                             | Erland Josephson, skådespelare och författare.                           | Eva Swartz, vd Natur & kultur.                                      | Lasse Berg, författare.                                                 |
| 23 juli    | Pia Johansson, skådespelare.                                       | Magnus Härenstam, skådespelare, komiker och programledare.                            | Mia Törnblom, föreläsare och författare.                                 | Raymond Ahlgren, egenföretagare och författare.                     | Malin Sävstam, föreläsare och överlevare.                               |
| 24 juli    | Käbi Laretei, konsertpianist, författare.                          | Tuva Novotny, skådespelare.                                                           | Martin Kellerman, serietecknare och skapare av Rocky.                    | Katja Geiger, modeskapare Katja of Sweden.                          | Kerstin Hessius, vd för Tredje AP-fonden                                |
| 25 juli    | Hans Rosling, professor i internationell hälsa.                    | Jenny Wilson, sångare, musiker och illustratör.                                       | Barbara Bonney, amerikansk operasångare.                                 | Måns Zelmerlöw, artist.                                             | Morgan Alling, skådespelare.                                            |
| 26 juli    | Sissela Kyle, skådespelare, komiker.                               | Carl-Magnus Stolt, professor i humanistisk medicin och författare.                    | Salem Al Fakir, musiker.                                                 | Manuel Knight, affärsman och föreläsare.                            | Ola Salo, artist.                                                       |
| 27 juli    | Martin Stenmarck, sångare, musikalartist.                          | Åsa Larsson, författare                                                               | Magdalena Graaf, föreläsare och författare.                              | Jens Lapidus, advokat och författare.                               | Petra Mede, komiker.                                                    |
| 28 juli    | Astrid Assefa, skådespelare, teaterchef.                           | Kattis Ahlström, journalist och programledare                                         | Ingvar Lundberg, professor i psykologi och hedersdoktor.                 | Annika Söder, undergeneraldirektör och diplomat.                    | Arash Labaf, artist.                                                    |
| 29 juli    | Marie Rådbo, astronom.                                             | Mikael Strandberg, upptäcktsresande, författare, dokument                             | Lena Olin, skådespelare bosatt i USA.                                    | Martina Lowden, författare.                                         | Mathias Dahlgren, stjärnkock och krögare.                               |
| 30 juli    | Mauro Scocco, artist, kompositör, producent.                       | Sigrid Rausing, bokförläggare.                                                        | Peter Rost, läkare, före detta vice vd Pfizer bosatt i USA.              | Göran Hägglund, socialminister och partiledare Kristdemokraterna.   | Laleh Pourkarim, artist, låtskrivare och skådespelare.                  |
| 31 juli    | Mustafa Can, författare, journalist.                               | Åsa Sandell, journalist och boxare.                                                   | Ingmar Bergman, film- och teaterregissör (från 2004).                    | Karin Mamma Andersson, konstnär.                                    | Peter Englund, historiker och författare.                               |
| Datum      | 2005                                                               | 2006                                                                                  | 2007                                                                     | 2008                                                                | 2009                                                                    |
| 1 augusti  | Efva Attling, designer.                                            | Werner Vögeli, kock och gastronom.                                                    | Sophie Dow, journalist, chef Mindroom bosatt i Skottland.                | Annika Norlin, artist, låtskrivare och journalist.                  | Alex Schulman, medieentreprenör och författardebutant.                  |
| 2 augusti  | Kay Pollak, regissör, författare.                                  | Gellert Tamas, journalist och författare.                                             | Mehmet Gürs, krögare och tv-programledare i Turkiet.                     | Svante Axelsson, generalsektreterare Svenska naturskyddsföreningen. | Anders Wall, entreprenör och finansman.                                 |
| 3 augusti  | Ingrid Sommar, designjournalist.                                   | Linda Olsson, jurist och författare                                                   | Mona Sahlin, partiordförande Socialdemokraterna.                         | Pia Johansson, skådespelare.                                        | Sverre Sjölander, zoolog och etnolog.                                   |
| 4 augusti  | Marcus Samuelsson, kock.                                           | Ayesha Quraishi, artist och skivbolagsägare.                                          | Paolo Roberto, före detta proffsboxare, föreläsare och programledare.    | Stavros Louca, matematiklärare.                                     | Anne Sofie von Otter, sångerska.                                        |
| 5 augusti  | Sari Nyqvist, journalist.                                          | Inga-Britt Ahlenius, revisor och ämbetsman.                                           | Maud Adams, skådespelare och företagare.                                 | Åsa Borgström, hemmansägare.                                        | Jerry Williams, artist.                                                 |
| 6 augusti  | Anders Jansson, skådespelare, komiker.                             | Olof Thunberg, skådespelare och regissör.                                             | Lars Fredriksson, sinolog och bibliotekarie.                             | Sissela Benn, skådespelare och komiker.                             | Johan Eliasch, Storbritanniens premiärministers sändebud i miljöfrågor. |
| 7 augusti  | Pigge Werkelin, entreprenör.                                       | Anna Takanen, Skådespelare och regissör, konstnärlig ledare på Göteborgs stadsteater. | Renata Chlumska, professionell äventyrare och föreläsare.                | Per Hallberg, Oscarsbelönad ljuddesigner.                           | Jörn Donner, författare och debattör.                                   |
| 8 augusti  | Gunilla Pontén, modedesigner.                                      | Charlotte Perrelli, sångare.                                                          | Knut Knutson, auktionsförrättare och programledare.                      | Boris Grigorjev, KGB-överste bosatt i Moskva.                       | Bodil Malmsten, författare.                                             |
| 9 augusti  | Urban Bäckström, vd Svenskt Näringsliv.                            | Carlos Decker-Molina, journalist och författare.                                      | Magdi Abdelhadi, utrikeskommentator BBC.                                 | David Batra,komiker och programledare.                              | Anders Lundin, programledare och ordkonstnär.                           |
| 10 augusti | Per Öberg narkosskötare, hjälparbetare Röda Korset.                | Bo Nilsson, konsthistoriker.                                                          | Filippa Reinfeldt, sjukvårdslandstingsråd Stockholms län.                | Pernilla August, skådespelare                                       | Nahid Persson Sarvestani, dokumentärfilmare och tv-producent.           |
| 11 augusti | Tomas Alfredson, regissör.                                         | Helen Sjöholm, sångare.                                                               | Pernilla Wahlgren, artist.                                               | Carin Götblad, länspolismästare                                     | Owe Thörnqvist, artist och kompositör.                                  |
| 12 augusti | Susanne Ljung, skribent.                                           | Per Naroskin, psykolog, radiopratare och författare.                                  | Christer Fuglesang, astronaut.                                           | Ann Henning, författare och översättare.                            | Frida Hyvönen, artist och låtskrivare.                                  |
| 13 augusti | Jan Eliasson, ambassadör.                                          |                                                                                       | Susanna Alakoski, författare.                                            | Hassan Brijany, skådespelare.                                       | Günter Graffenberger, före detta österrikisk korrespondent.             |
| 14 augusti | Lars Ulvenstam, fil. dr., Sommarankare.                            |                                                                                       | Bicky Chakraborty, vd och ägare Elite Hotels of Sweden.                  | Mia Skäringer och Klara Zimmergren, komiker.                        | Laila Bagge, manager och låtskrivare.                                   |
| 15 augusti |                                                                    |                                                                                       | Sliva Cigerxwin, rådgivare Kurdistans regionala regering.                | Mikael Tornving, komiker.                                           | Jan Guillou , författare och debattör.                                  |
| 16 augusti |                                                                    |                                                                                       | Ingvar Oldsberg, programledare och journalist.                           | Marie-Louise Ekman, Dramatenchef.                                   |                                                                         |
| 17 augusti |                                                                    |                                                                                       | Howlin' Pelle Almqvist, artist.                                          |                                                                     |                                                                         |
| 18 augusti |                                                                    |                                                                                       | Gustaf Skarsgård, skådespelare.                                          |                                                                     |                                                                         |
| 19 augusti |                                                                    |                                                                                       | Lena Endre, skådespelare.                                                |                                                                     |                                                                         |